# Den gyldne bulle af 1222
Den gyldne bulle af 1222 er Andreas 2. af Ungarns frihedsbrev til Ungarn, som han blev påtvunget af adelen i landet. Bullen er en af de først kendte håndfæstninger. Bullen gav bl.a. adelen lov til ikke at adlyde kongen, når denne gjorde noget ulovligt (jus resistendi). Desuden blev både adelen og kirken fritaget for skatter og kunne ikke tvinges til at gå i krig uden for Ungarns grænser eller at finansiere en sådan krig.
| Historie | Spire Denne historieartikel er en spire som bør udbygges. Du er velkommen til at hjælpe Wikipedia ved at udvide den. |